# Mördar-T-cell

Antigenpresentation stimulerar T-lymfocyter till att bli antingen "cytotoxiska" (CD8+) T-celler eller T-hjälparceller (CD4+).

Mördar-T-celler, cytotoxiska T-celler eller CD8+ T-celler, är en subtyp av T-lymfocyter, som är en typ av vita blodkroppar och utgör en del av människokroppens  försvar mot virus och bakterier som utnyttjar kroppens celler för sin livscykel. Mördar-T-celler är en del av det specifika immunförsvaret där även B-celler ingår, vars främsta funktion är produktion av antikroppar. Mördar-T-celler producerar dock inte antikroppar, utan identifierar sina målceller via sin T-cellsreceptor.

## Egenskaper
Alla normala celler i människokroppen uttrycker en form av proteinkomplex på sin yta som går under namnet MHC klass I (eller HLA klass I). MHC klass I har förmågan att binda fragment av proteinmolekyler som härrör från cellens inre miljö. Dessa proteinfragment exponeras därefter på cellens yta genom MHC klass I-komplexen. Kroppens mördar-T-celler läser sedan kontinuerligt av alla MHC-klass I-komplex och identifierar därefter peptidfragment vars ursprung är viralt eller bakteriellt. Om sådana peptidfragment påträffas kommer cellen att förgöras genom olika typer av mekanismer, exempelvis genom apoptos.
Perforin är ett annat protein som kan frigöras av mördar-T-celler och om ett positivt mål hittats. Perforinet bildar porer i den infekterade cellens membran, vilket leder till att vatten och joner strömmar in i målcellen vilket till slut får den att lysera. Mördar-T-cellerna frisätter också granzym, ett serinproteas, som tar sig in i cellen via de porer som perforinet skapat och inducerar apoptos (reglerad celldöd).
Mördar-T-cellerna har ett cellyteprotein som kallas CD8 (en så kallad co-receptor), vilket är en förkortning för Cluster of Differentiation nummer 8. Tillsammans med T-cellsreceptorn binder denna till MHC klass I-molekylerna, och håller mördar-T-cellen och målcellen bundna tätt ihop när mördar-T-cellen aktiveras. Av detta ytprotein benämns T-mördarcellerna ibland CD8+ T-celler. CD8 kan endast binda till MHC klass I-komplex och garanterar att mördar-T-cellerna inte aktiveras felaktigt. De utgör således en andra aktiveringssignal förutom själva peptidfragmentet som sitter i MHC-klass I-komplexet.